# Sent Victor e Melviu
Sant Victor e Melviu (en francès Saint-Victor-et-Melvieu)  és un municipi francès, al departament de l'Avairon i a la regió d'Occitània.

## Demografia
| 1962                                       | 1968 | 1975 | 1982 | 1990 | 1999 | 2006 |
| ------------------------------------------ | ---- | ---- | ---- | ---- | ---- | ---- |
| 278                                        | 367  | 296  | 305  | 299  | 329  | 364  |
| Des de 1962: població sense dobles comptes |      |      |      |      |      |      |

## Administració
| Període | Identitat          | Partit |
| ------- | ------------------ | ------ |
| 1995-   | Daniel Frayssinhes |        |

## Història
Formava part de l'antiga senyoria dels Montcalm-Gozon, família del cèlebre Dieudonné de Gozon.